# Leo Delsa
Leo Delsa (* 1. Oktober 1821 in Königsberg i. Pr.; † 8. Juli 1910) war ein deutscher Verwaltungsjurist.

## Leben
Delsa studierte an der Albertus-Universität Königsberg Rechtswissenschaft. Seit 1842 war er  Mitglied der Corpslandsmannschaft Normannia. In zwei Semestern zeichnete er sich als Consenior aus.
1846 trat er als Regierungsreferendar in die innere Verwaltung des Königreichs Preußen. Nach drei Jahren als Regierungsassessor in den Hohenzollernschen Landen wurde er 1854 Oberbürgermeister von Stargard. Nach Ablauf seiner zwölfjährigen Amtszeit 1866 verzichtete er auf die Wiederwahl. Er wurde zunächst kommissarisch und 1868 endgültig zum Landrat im Kreis Kosten ernannt. Wie schon in Stargard war ihm in dieser Stellung besonders die Wirtschaftsförderung angelegen. Unter anderem erfolgte die Gründung einer florierenden Zuckerfabrik auf seine Initiative. 1879 kam Delsa als Regierungsrat nach Köslin. Am 1. Mai 1898 trat er in den Ruhestand.

## Ehrungen
- Geh. Regierungsrat
- Roter Adlerorden 3. Klasse (zur Pensionierung)